# گئورگ پریخانیان
گئورگ مکرتچی پریخانیان (ارمنی: Գևորգ Մկրտչի Փերիխանյան؛  زادهٔ ۸ نوامبر ۱۹۰۰ - درگذشته ۲۱ فوریهٔ ۱۹۸۱) سیاستمدار اهل ارمنستان بود.

## زندگی‌نامه
وی در ۲۱ نوامبر [سبک قدیمی: ۸ نوامبر] ۱۹۰۰ در تفلیس به دنیا آمد و از مدرسه نرسیسیان (۲۴–۱۹۲۳) و دانشگاه اقتصاد پلخانف روسیه (۳۰–۱۹۲۵) فارغ‌التحصیل گشت. همچنین برندهٔ جوایزی همچون نشان انقلاب اکتبر، نشان ستاره سرخ، نشان پرچم سرخ کار شده است. وی در ۲۱ فوریهٔ ۱۹۸۱ در سن ۸۰ سالگی در ایروان درگذشت.

## یادداشت
1. ↑  Պլեխանովի անվան ռուսական տնտեսագիտական համալսարան